# Maison Bianchi
La maison Bianchi (ou casa Bianchi) est un bâtiment créé par Mario Botta en 1973 et situé à Riva San Vitale, dans le canton du Tessin en Suisse.

## Histoire
Mario Botta et Carlo Bianchi étaient des amis d'enfance. Il reçoit de ce dernier et de sa fiancée Leontina une commande pour une maison familiale sur leur domaine de 850 m2 du canton du Tessin, au pied de San Giorgio Monde et surplombant le lac de Lugano. En raison de la pente abrupte du terrain boisé sur lequel doit s'édifier la maison, une nouvelle conception devait être imaginée. De ce fait, Botta conçoit une maison en commençant par le toit.
La maison fait partie des biens culturels d'importance nationale dans le canton du Tessin.

## Architecture
La maison est une tour carrée de cinq étages percée d'ouvertures sur le paysage environnant. L'accès se fait par un petit chemin et une longue passerelle métallique peinte en rouge qui aboutit à l'étage supérieur où se trouvent l'entrée, un atelier et une terrasse couverte. Un puits d'escalier dessert les étages inférieurs. Une verrière pleine hauteur éclaire l'intérieur d'une lumière abondante. 
La construction recourt à des briques de ciment, à des planchers de ciment et des pans de verre enchâssés dans des cadres métalliques noirs. Les ouvertures ont été conçues  comme une découpe sur les paysages qui entourent la propriété. 